# Solacolu, Călărași
Solacolu este un sat în comuna Sărulești din județul Călărași, Muntenia, România.